# Dampierre-en-Bresse
Dampierre-en-Bresse ist eine französische Gemeinde im Département Saône-et-Loire in der Region Bourgogne-Franche-Comté. Sie gehört zum Arrondissement Louhans und zum Kanton Pierre-de-Bresse. Sie hat 173 Einwohner (Stand 1. Januar 2022), diese werden Dampierris genannt.

## Geografie

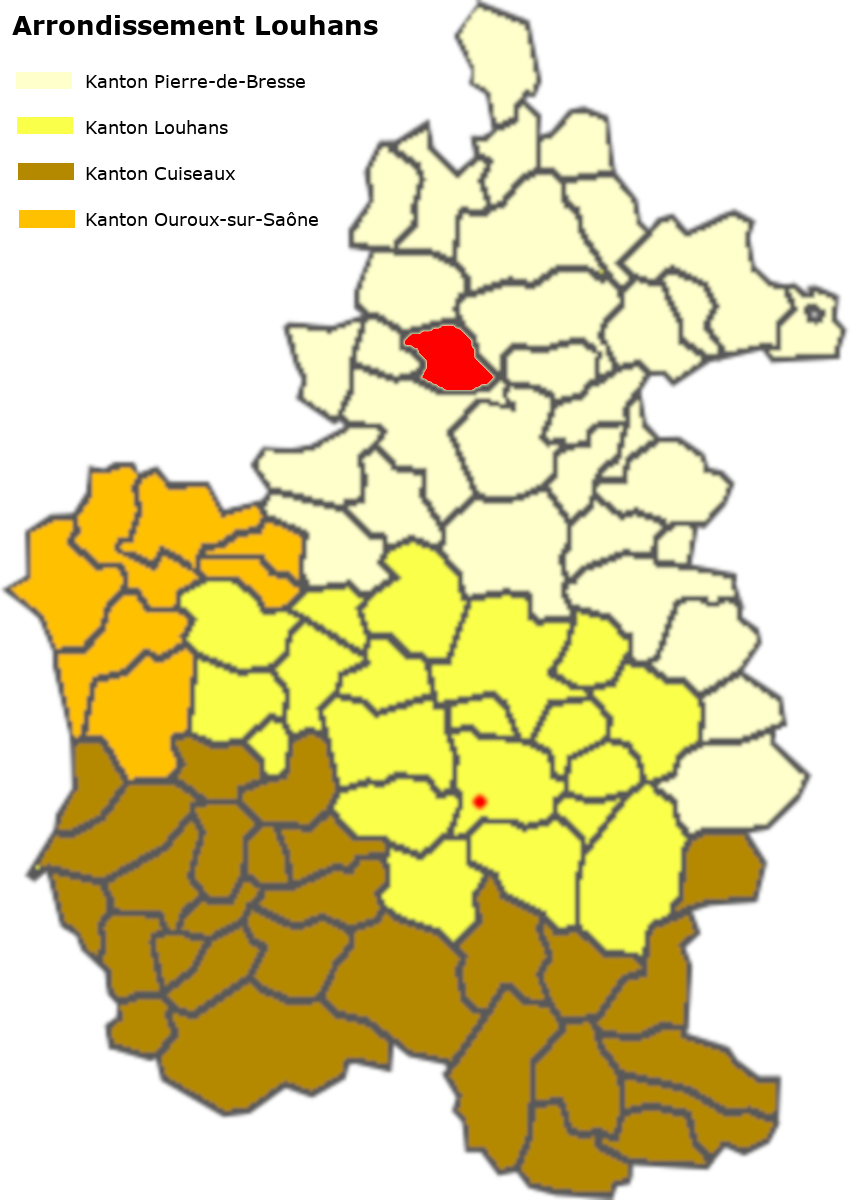
Lage der Gemeinde im Arrondissement Louhans

Die Gemeinde liegt in der Landschaft der Bresse, die westliche Gemeindegrenze bildet die Guyotte, die nördliche Gemeindegrenze der Ruisseau de Grange, der an der Grenze zu Saint-Bonnet-en-Bresse in die Guyotte mündet. Ganz im Süden streift die Departementsstraße D313 das Gemeindegebiet, ohne jedoch die Siedlungsgebiete zu erschließen. Heute bestehen lediglich noch im Osten und Südosten der Gemeinde größere Waldflächen, das übrige Gemeindegebiet wird landwirtschaftlich genutzt. Zur Gemeinde gehören folgende Weiler und Fluren: le Borgeot, le Breuil, Cailloux, Champagne, Champ-Renaud, la Chize, Cholot, En-Haut, L’Etang-Monard, Grange, Haut-de-Grange, la Motte-Trenard, le Palanchat, le Petit-Breuil, la Picardière, le Roselay, le Saumon, la Siceigne, les Vaux, les Yvolots.

### Klima
Das Klima in Dampierre-en-Bresse ist warm und gemäßigt. Es gibt das ganze Jahr über deutliche Niederschläge, selbst der trockenste Monat weist noch hohe Niederschlagsmengen auf. Die Klassifikation des Klimas nach Köppen und Geiger ist Cfb ((Gemäßigtes) Ozeanklima). Die Temperatur liegt im Jahresdurchschnitt bei 12,0 °C. Der wärmste Monat ist der Juli mit einer Durchschnittstemperatur von 21,2 °C, der kälteste der Januar mit 3,3 °C. Über ein Jahr verteilt summieren sich die Niederschläge auf 1081 mm, dabei ist der November mit 117 mm der niederschlagsreichste, während Juli als trockenster Monat 72 mm aufweist. Über das ganze Jahr werden etwa 2764 Sonnenstunden gezählt.
|                        | Jan | Feb | Mär  | Apr  | Mai  | Jun  | Jul  | Aug  | Sep  | Okt  | Nov  | Dez |   |      |
| Mittl. Temperatur (°C) | 3,3 | 3,9 | 7,5  | 11,2 | 15,1 | 19,2 | 21,2 | 20,8 | 17,0 | 12,9 | 7,4  | 4,1 | ⌀ | 12   |
| Mittl. Tagesmax. (°C)  | 6,2 | 7,7 | 12,0 | 15,8 | 19,5 | 23,9 | 25,9 | 25,6 | 21,5 | 17,0 | 10,5 | 6,8 | ⌀ | 16,1 |
| Mittl. Tagesmin. (°C)  | 0,6 | 0,6 | 3,2  | 6,4  | 10,3 | 14,2 | 16,2 | 15,9 | 12,7 | 9,2  | 4,4  | 1,5 | ⌀ | 8    |
|                        |     |     |      |      |      |      |      |      |      |      |      |     |   |      |
| Niederschlag (mm)      | 98  | 83  | 80   | 90   | 93   | 77   | 72   | 73   | 87   | 104  | 117  | 107 | Σ | 1081 |

| 0,6 |

| 0,6 |

| 3,2 |

| 6,4 |

| 10,3 |

| 14,2 |

| 16,2 |

| 15,9 |

| 12,7 |

| 9,2 |

| 4,4 |

| 1,5 |

| 0,6 |

| 0,6 |

| 3,2 |

| 6,4 |

| 10,3 |

| 14,2 |

| 16,2 |

| 15,9 |

| 12,7 |

| 9,2 |

| 4,4 |

| 1,5 |

## Toponymie
Der Ort wird erstmals erwähnt im Jahre 1209 als Donperre. Der Name geht auf Domnus Petrus (lateinisch Heiliger Petrus: Dominus = Herr, auch im Sinne von Heiliger – Petrus = Stein, Fels, Name des Jüngers Jesu) zurück, eine Ortsbezeichnung, die im heutigen Frankreich über 50-mal vorkommt.

## Geschichte
Die Herrschaft wurde 1433 erworben durch Nicolas Rolin und ging nach seinem Tod 1461 an seine Witwe Guigone de Salins über. Ende des 17. Jahrhunderts ging die Herrschaft über an die de Bataille de Mandelot und zu Beginn des 18. Jahrhunderts an die Esmonin und an die de Thiard. Das Schloss de la Picardière wurde in der zweiten Hälfte des 18. Jahrhunderts durch die Familie Bataille de Mandelot erbaut, wurde jedoch gegen 1920 zerstört, die Nebengebäude gegen 1980. Das Baumaterial wurde für den Bau der heutigen Gebäude verwendet. Im Weiler Cailloux wurden Reste einer Römerstraße entdeckt, sie war vollständig aus Sand erbaut und dürfte verhältnismäßig spät als Verbindung zwischen La Chaux und Mervans erstellt worden sein. Heute entspricht die Départementsstrasse D131 dieser Trasse.
Die heutige Kirche datiert aus dem 18. Jahrhundert und ist ebenfalls dem Petrus geweiht, 1879 wurde die Mairie-École erbaut, die Mädchenschule 1905 und das Pfarrhaus 1889. Vor dem Schulhausbau wurden die Mädchen durch die Schwestern unterrichtet, die im Ortszentrum ein Haus besaßen. 1988 bestanden noch 14 Landwirtschaftsbetriebe.

### Die Herren von Dampierre
Dampierre gehörte zur Baronie von Mervans, Vasallen waren die Fyot de la Marche.
Die Herren von La Chaux waren lange Zeit auch die Herren von Dampierre. 1730 war François Bataille, Écuyer, der Bruder des Herrn von la Chaux, Herr von Dampierre. Ihm folgte 1760 Henri, Marquis de Bataille. 1765 war das Lehen im Besitz von Antoine Esmonin, Ritter, Herr de la Palud, zusammen mit den Weilern les Vaux, Trenard, la Vesvre und le Breuil.
Mit der Französischen Revolution 1789 wurden die Vorrechte des Adels abgeschafft, sie behielten lediglich noch ihre Titel.

### Heraldik
Seit dem 10. Juli 1991 benutzt die Gemeinde Dampierre-en-Bresse das Wappen, das ehemals von Guigone de Salins-la Tour, der Gattin von Nicolas Rolin, getragen wurde. Sie war im 15. Jahrhundert Herrin von Dampierre-en-Bresse. Blasonierung: In Blau ein dreifach bezinnter Turm in Gold, Mauerwerk, Tür und Maueröffnungen in Schwarz. Das Wappen ist sichtbar auf einem Stein beim Eingang zur Mairie und wird auf offiziellen Briefköpfen der Gemeindeverwaltung benutzt.

## Bevölkerung
| Dampierre-en-Bresse: Einwohnerzahlen von 1793 bis 2020 | Dampierre-en-Bresse: Einwohnerzahlen von 1793 bis 2020 | Dampierre-en-Bresse: Einwohnerzahlen von 1793 bis 2020 | Dampierre-en-Bresse: Einwohnerzahlen von 1793 bis 2020 | Dampierre-en-Bresse: Einwohnerzahlen von 1793 bis 2020 |
| --- | ------------------------------------------------------ | ------------------------------------------------------ | ------------------------------------------------------ | ------------------------------------------------------ |
| Jahr |                                                        |                                                        |                                                        | Einwohner                                              |
| 1793 | 1793                                                   |                                                        | 600                                                    | 600                                                    |
| 1800 | 1800                                                   |                                                        | 549                                                    | 549                                                    |
| 1806 | 1806                                                   |                                                        | 628                                                    | 628                                                    |
| 1821 | 1821                                                   |                                                        | 600                                                    | 600                                                    |
| 1831 | 1831                                                   |                                                        | 621                                                    | 621                                                    |
| 1836 | 1836                                                   |                                                        | 616                                                    | 616                                                    |
| 1841 | 1841                                                   |                                                        | 640                                                    | 640                                                    |
| 1846 | 1846                                                   |                                                        | 687                                                    | 687                                                    |
| 1851 | 1851                                                   |                                                        | 635                                                    | 635                                                    |
| 1856 | 1856                                                   |                                                        | 646                                                    | 646                                                    |
| 1861 | 1861                                                   |                                                        | 618                                                    | 618                                                    |
| 1866 | 1866                                                   |                                                        | 614                                                    | 614                                                    |
| 1872 | 1872                                                   |                                                        | 616                                                    | 616                                                    |
| 1876 | 1876                                                   |                                                        | 655                                                    | 655                                                    |
| 1881 | 1881                                                   |                                                        | 635                                                    | 635                                                    |
| 1886 | 1886                                                   |                                                        | 642                                                    | 642                                                    |
| 1891 | 1891                                                   |                                                        | 622                                                    | 622                                                    |
| 1896 | 1896                                                   |                                                        | 626                                                    | 626                                                    |
| 1901 | 1901                                                   |                                                        | 567                                                    | 567                                                    |
| 1906 | 1906                                                   |                                                        | 530                                                    | 530                                                    |
| 1911 | 1911                                                   |                                                        | 517                                                    | 517                                                    |
| 1921 | 1921                                                   |                                                        | 461                                                    | 461                                                    |
| 1926 | 1926                                                   |                                                        | 460                                                    | 460                                                    |
| 1931 | 1931                                                   |                                                        | 413                                                    | 413                                                    |
| 1936 | 1936                                                   |                                                        | 407                                                    | 407                                                    |
| 1946 | 1946                                                   |                                                        | 366                                                    | 366                                                    |
| 1954 | 1954                                                   |                                                        | 360                                                    | 360                                                    |
| 1962 | 1962                                                   |                                                        | 309                                                    | 309                                                    |
| 1968 | 1968                                                   |                                                        | 247                                                    | 247                                                    |
| 1975 | 1975                                                   |                                                        | 215                                                    | 215                                                    |
| 1982 | 1982                                                   |                                                        | 184                                                    | 184                                                    |
| 1990 | 1990                                                   |                                                        | 157                                                    | 157                                                    |
| 1999 | 1999                                                   |                                                        | 131                                                    | 131                                                    |
| 2009 | 2009                                                   |                                                        | 159                                                    | 159                                                    |
| 2014 | 2014                                                   |                                                        | 175                                                    | 175                                                    |
| 2020 | 2020                                                   |                                                        | 174                                                    | 174                                                    |
| Quelle(n): EHESS/Cassini bis 2006, ab 2009 INSEE Anmerkung(en): • Ab 1962 offizielle Zahlen ohne Einwohner mit Zweitwohnsitz • Höchste Einwohnerzahl 1846 mit 687, tiefste Einwohnerzahl 1999 mit 131 (19,1 % vom Maximum) |                                                        |                                                        |                                                        |                                                        |

| Bevölkerungsstruktur | Anzahl Einwohner | männlich | weiblich | davon Ausländer | Anteil % |
| -------------------- | ---------------- | -------- | -------- | --------------- | -------- |
|                      | 173              | 82       | 91       | 15              | 8,6      |

| Männer | Alterstufe | Frauen |
| ------ | ---------- | ------ |
| 0      | 90 + älter | 0      |
| 17     | 75–89      | 18     |
| 27     | 60–74      | 22     |
| 13     | 45–59      | 20     |
| 9      | 30–44      | 13     |
| 10     | 15–29      | 7      |
| 6      | 0–14       | 10     |

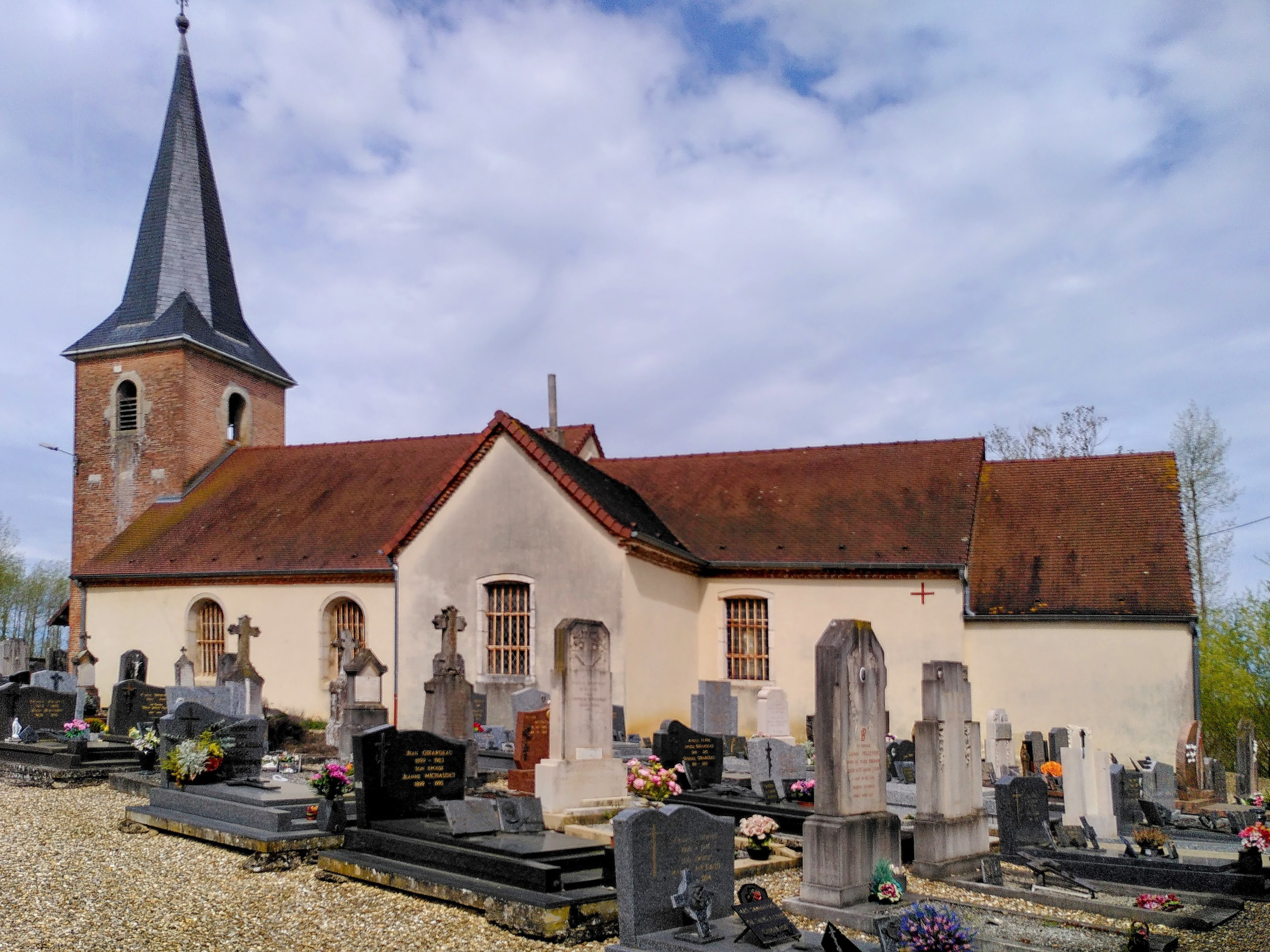
Sankt Peterskirche von Dampierre-en-Bresse

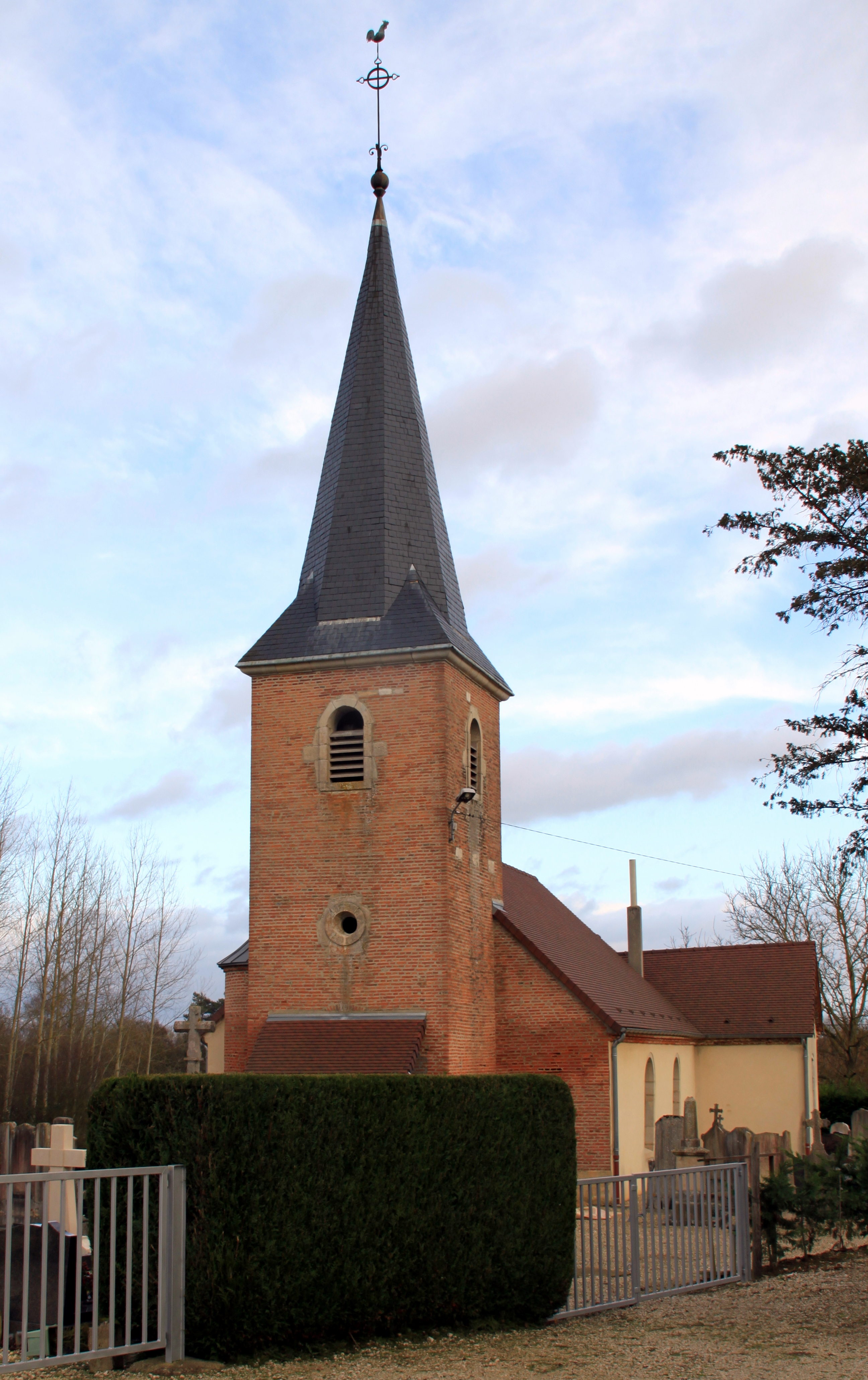
Kirche von Dampierre-en-Bresse

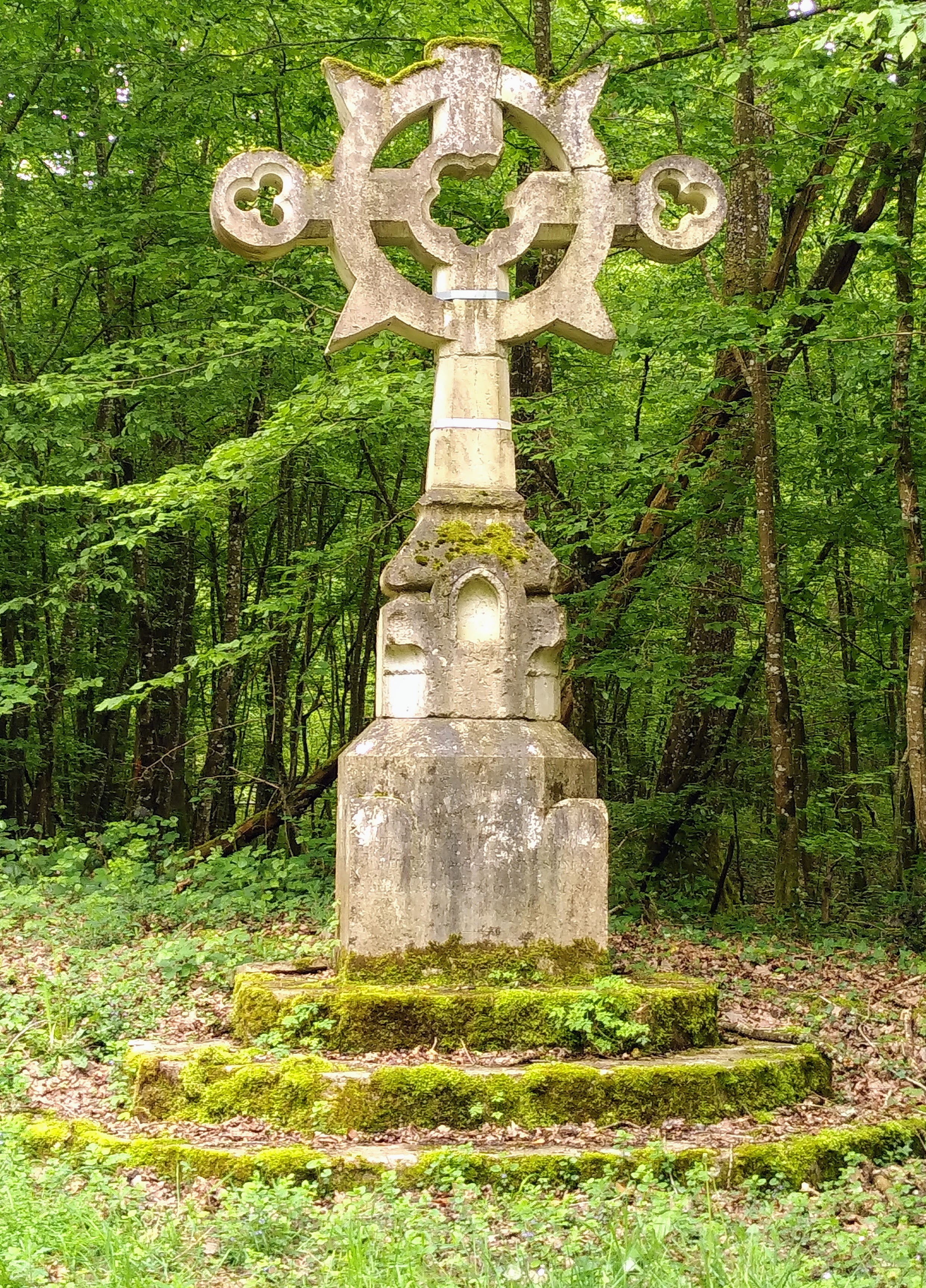
Steinkreuz am Straßenrand der Rue de la Picardière im Wald

Die Bevölkerungsstruktur weist einen Überhang zugunsten der Frauen auf, die 52,6 % der Bevölkerung ausmachen, wobei 31 % der Bevölkerung jünger als 45 Jahre sind. Demgegenüber sind 49 % der Einwohner älter als 60 Jahre und damit im Rentenalter.
| Wohnstruktur               | Anzahl Wohneinheiten | davon Häuser | Wohnungen | sonstige |
| -------------------------- | -------------------- | ------------ | --------- | -------- |
|                            | 122                  | 118          | 4         |          |
| davon Hauptwohnsitz        | 95                   |              |           |          |
| Zweit- oder Ferienwohnsitz | 13                   |              |           |          |
| vakant                     | 15                   |              |           |          |

## Wirtschaft und Infrastruktur

### Unternehmen, Betriebe, Ladengeschäfte und Einrichtungen
In der Gemeinde befinden sich nebst Mairie und Kirche folgende Unternehmen nach Branchen:
| Branche                                                           | Anzahl Betriebe |
| ----------------------------------------------------------------- | --------------- |
| Industrie und verarbeitendes Gewerbe                              |                 |
| Baugewerbe                                                        |                 |
| Groß- und Einzelhandel, Verkehr, Beherbergung und Gastronomie     |                 |
| Information und Kommunikation                                     |                 |
| Finanz- und Versicherungsdienstleistungen                         |                 |
| Grundstücks- und Wohnungswesen                                    |                 |
| Freiberufliche, wissenschaftliche und technische Dienstleistungen |                 |
| Öffentliche Verwaltung, Unterricht, Gesundheits- und Sozialwesen  |                 |
| Sonstige Dienstleistungen                                         |                 |
| Land- und Forstwirtschaftsbetriebe                                | 1               |

In der Gemeinde befinden sich keine Ladengeschäfte oder Handwerksbetriebe. Für die Güter des täglichen Bedarfs versorgen sich die Einwohner in Mervans oder Saint-Germain-du-Bois.

### Geschützte Produkte in der Gemeinde
Als AOC-Produkte sind in Dampierre-en-Bresse Volaille de Bresse und Dinde de Bresse zugelassen.

### Bildungseinrichtungen
Dampierre-en-Bresse verfügt über keine eigenen schulischen Einrichtungen. Die Kinder werden in Schulen der umliegenden Gemeinden ausgebildet.